# Batalla de Boruy
La batalla de Boruy (en búlgaro: Битка при Боруй) tuvo lugar en junio de 1208, cerca de la ciudad de Stara Zagora, Bulgaria entre los búlgaros y el Imperio latino. El resultado fue una victoria búlgara.

## Orígenes del conflicto
En el verano de 1208, el nuevo zar de Bulgaria Boril, que proseguía la guerra de su predecesor, Kaloján, contra el Imperio latino, invadió la Tracia oriental. El emperador latino, Enrique de Flandes, reunió a un ejército en Selimbria y se dirigió hacia Adrianópolis.

## La batalla
Tras conocer la marcha de los cruzados, los búlgaros se retiraron a mejores posiciones en el área de Boruy (Stara Zagora). En la noche se enviaron a los bizantinos capturados y el botín al norte de los montes Balcanes y se acercaron en formación de batalla al campamento latino, que no estaba fortificado. Acometieron al enemigo de madrugada. Los cruzados debían contener el feroz embate búlgaro para dar tiempo a los demás para prepararse para la batalla. Si bien la mayoría de los latinos llegaron a formar, sus escuadrones sufrieron copiosas bajas infligidas por los numerosos y experimentados arqueros búlgaros. La caballería búlgara consiguió llegar hasta donde se contemplaban las bridas latinas y atacaron a sus principales fuerzas. En la batalla que siguió, los cruzados perdieron muchos hombres y el mismísimo emperador Enrique quedó enredado y escapó a duras penas; un caballero logró cortar la cuerda con su espada y protegió a Enrique con su cuerpo de las flechas búlgaras. Al final, los cruzados obligaron a la caballería búlgara retroceder y luego el ejército latino comenzó a retirarse a Plovdiv en formación de batalla.